# Raphidia (Raphidia) ulrikae
Raphidia (Raphidia) ulrikae is een kameelhalsvliegensoort uit de familie van de Raphidiidae. De soort komt voor in Europa.
Raphidia (Raphidia) ulrikae werd voor het eerst wetenschappelijk beschreven door H. Aspöck in 1964.